# كلاوس شواب

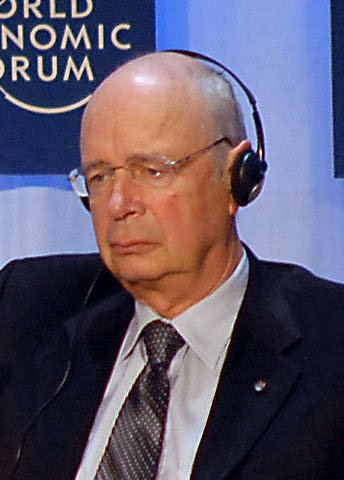
كلاوس شواب

كلاوس شواب (بالألمانية: Klaus Martin Schwab) (ولد في 30 مارس/آذار 1938) اقتصادي ورجل أعمال ألماني، يشتهر بأنه رئيس ومؤسس المنتدى الاقتصادي العالمي، تعمل زوجته هيلدا معه في مشاريعه، ولد في ألمانيا في رافنسبورغ.

## مؤسسات
أسس شواب في عام 1971 المنتدى الاقتصادي العالمي كمؤسسة غير ربحية تلتزم في تطوير الوضع العالمي، وطورها فيما بعد تكون اليوم الشراكة العالمية لقادة الأعمال والسياسة والفكر. في عام 1998 أسس شواب مع زوجته مؤسسة شواب للمقاولة الاجتماعية Schwab Foundation for Social Entrepreneurship، وهي مؤسسة غير ربحية مقرها جنيف سويسرا.
في عام 2004، أسس شواب مؤسسة جديدة منتدى قادة العالم من الشاب، ويهدف إلى جمع أكثر من 1000 شخص دون الأربعين من يعملون من مختلف مجالات العمل والحياة وممن يعملون ويرغبون في تحسين وتطوير الوضع العالمي، وتشجيعهم على التعاون على مدى خمس سنوات لتعريف وتحقيق التغيير العالمي.

## التعليم
حاصل على شهادة الدكتوراه في الاقتصاد والهندسة والإدارة العامة، ثم حصل على 6 شهادات دكتوراه فخرية.

## الحياة المهنية
بروفسور في السياسة الاقتصادية في جامعة جنيف من عام 1972 وحتى 2002، ومؤلف لعدد من الكتب.

## روابط خارجية
- كلاوس شواب على موقع IMDb (الإنجليزية)
- كلاوس شواب على موقع الموسوعة البريطانية (الإنجليزية)
- كلاوس شواب على موقع مونزينجر (الألمانية)
- كلاوس شواب على موقع إن إن دي بي (الإنجليزية)